# Ультрапик
Ультрапик (англ. Ultra-prominent peak — «ультра-выдающийся пик») — горы, относительная высота которых (англ. prominence) превышает 1500 метров.
Термин «ультра» появился после публикации учёным Стивом Фраем исследования высоты вершин в штате Вашингтоне в 1980-х годах. Первоначально был предложен термин «ultra major mountain», при этом исследователь описывал так вершины с высотой по крайней мере 5000 футов (1524 м).

## Распределение
В настоящее время на суше насчитывается 1516 ультрапиков: 654 — в Азии, 357 — в Северной Америке, 209 — в Южной Америке, 119 — в Европе (включая Кавказ), 84 — в Африке, 54 — в Австралии и Океании и 39 — в Антарктике.
Многие из самых больших гор в мире — ультрапики, включая Эверест, Килиманджаро, Монблан и Олимп. С другой стороны, такие как известные вершины как Айгер и Маттерхорн не являются ультрапиками, поскольку не имеют достаточного превышения высоты. Многие ультрапики находятся в редко посещаемых частях света, в том числе в Гренландии, в высоких широтах на арктических островах Новая Земля, Ян-Майен и Шпицберген, а также в высочайших горных системах Азии (Тибете, Гималаях и других). В Британской Колумбии некоторые из перечисленных гор даже не имеют установленных названий.
13 из 14 вершин высотой более 8000 м являются ультрапиками (кроме Лхоцзе), и существует еще 64 ультрапика высотой более 7000 м.